# Камергер

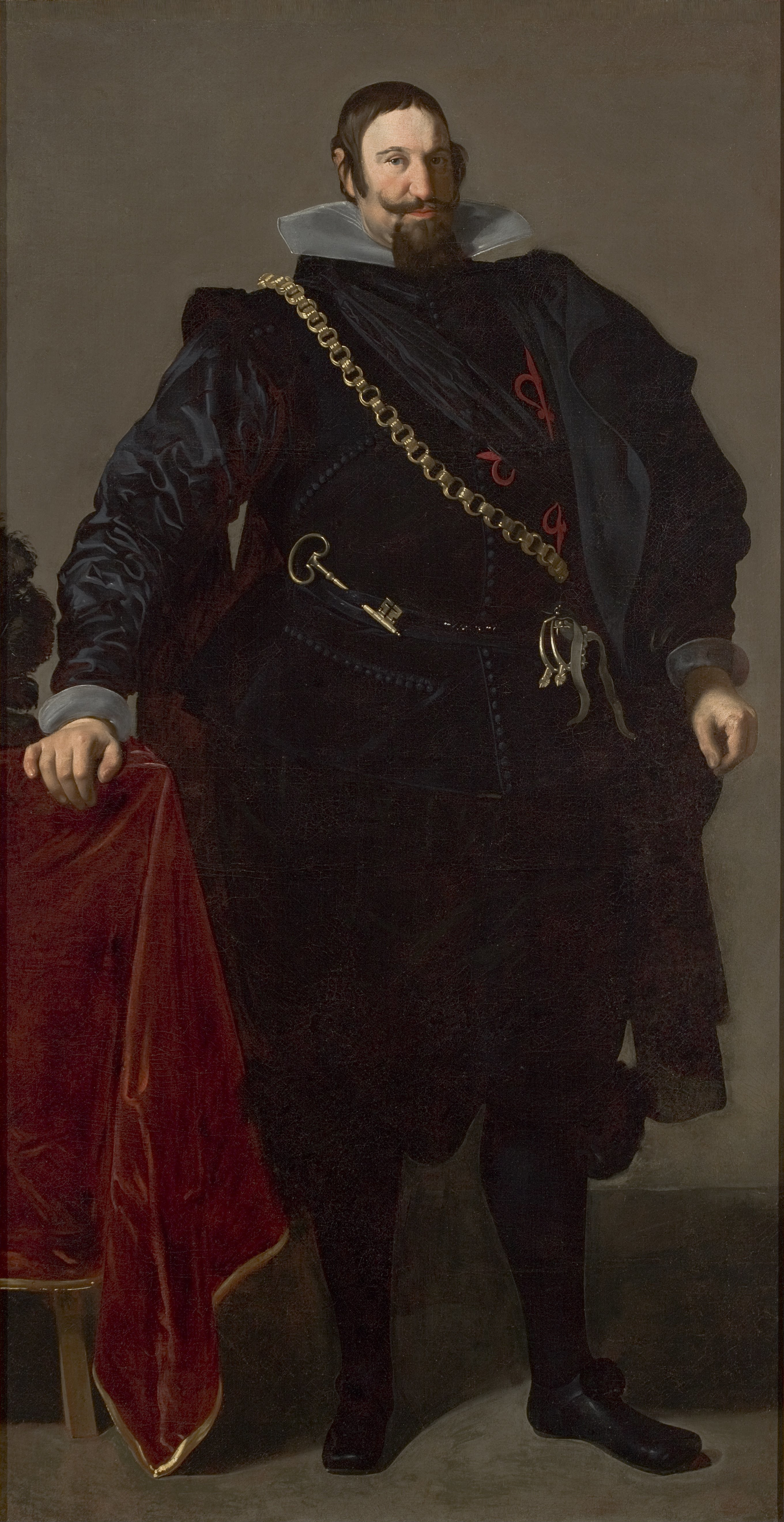
Граф-герцог Оливарес изображён Веласкесом с большим камергерским ключом на боку

Камерге́р (нидерл. kamerheer, нем. Kammerherr «дворянин комнаты»), или камера́рий (лат. camerarius), камер-гер — придворная должность в Русском царстве, Российской империи, Французском королевстве и Великобритании, а также придворный чин высокого ранга (1711—1809) и почётное придворное звание (1809—1917).
Изначально, в начале Средневековья, камергер означал ключника монаршего дворца. Впоследствии камергерский ключ символизировал привилегированный доступ его обладателя в личные покои монарха. При дворе королевы аналогом служила камеристка. В ряде государств, включая Российскую империю, высший распорядитель двора именовался обер-камергером (старший дворянин комнаты).

## Истоки
В средневековых европейских государствах блюститель ключей от дворца часто ведал не только состоянием личных покоев своего монарха, но и всем дворцовым хозяйством, а следственно — государственной казной, включая доходы столичного города.
Примером может служить придворный коморник в Великом княжестве Литовском и Польском королевстве или высочайший коморник в Чешском королевстве. Позднее так называлось должностное лицо из дворян, присутствовавшее в заседаниях земского суда. В войсках же коморник имел значение военного полицмейстера.
При царском дворе Московского государства функции камергеров выполняли стряпчий с ключом, комнатные стольники и спальники, а также комнатные дворяне.

## При папском дворе
Заведующий хозяйственными делами римских пап традиционно именуется камерленго. Это должность римской курии. В документах термин «Domini Papae camerarius» встречается с 1159 года. Ранее и теперь имеет право входа в покои папы, для чего имеет свой ключ. При некоторых понтификах камерарий выступал как секретарь и доверенное лицо, при других — как чиновник, возглавлявший финансовую службу — Апостольскую палату (camera). В ведении камергера находились также материальные ценности Апостольского Престола.
В 1274 году папа Григорий X постановил, что камергер продолжает исполнять свои функции и во время вакансии Апостольского Престола, что обеспечивало сохранность материальных ценностей в период от кончины Папы до избрания его преемника. Должность камерария с течением времени приобрела большое значение: вначале на неё назначался прелат, затем епископ, а впоследствии — кардинал.

## Во Франции
Великий камергер Франции (фр. grand chambellan de France) — один из высших коронных чинов дореволюционной Франции. Он отвечал за внутреннее состояние королевских покоев и королевскую трапезу, следил за снабжением двора и его финансами. Ему подчинялись камердинеры, гардеробщики, меблировщики, цирюльники, обойщики, часовщики, библиотекари — словом, вся королевская обслуга. На церемонии утреннего вставания короля обязанностью обер-камергера было подавать ему сорочку. При королевских выходах он занимал место справа от короля. С 1658 по 1775 гг. этот чин оставался в роду Латуров. При Наполеоне, Людовике XVIII и Карле X единственным обер-камергером числился Талейран. В повседневной действительности придворные обязанности отправляли рядовые камергеры (chambellans ordinaires).

## В Англии
Лорд-камергер двора, лорд великий камергер и другие камергерские должности известны в Англии с глубокой древности. Когда после смерти Елизаветы английский трон наследовал Яков I, династию Тюдоров сменили шотландцы Стюарты. Пользуясь примером устройства шотландского двора, Яков I создал новые придворные институты, в том числе Королевскую Спальню и её камергеров (Gentlemen of the Bedchamber). Даже члены государственного совета, не имевшие камергерского чина, отныне лишались свободного доступа к королю. Они могли войти в королевские покои только с разрешения камергеров, у которых были ключи. В новой структуре среди слуг Спальни ведущую роль играл постельничий, или обер-камергер (First Gentleman of the Bedchamber), который прислуживал монарху, куда бы тот ни направлялся и где бы ни находился. Со времени Карла II обладатель этой должности также имел чин хранителя королевского стула (под стулом понималось кресло-туалет). В начале правления Якова I камергеров было 9, а в конце правления — 12. Именно они были ближайшими советниками короля.

## В России

Князь В. А. Друцкой-Соколинский в придворном камергерском мундире

В России чин камергера был введён Петром I. Этот чин на европейский лад объединял в себе должностные обязанности древних российских чинов стряпчего с ключом, комнатного стольника и спальника. В ведомости древних российских чинов, представленной в 1721 году Петру I по его повелению, именно два последних древних чина сопоставлялись с чином действительного камергера. При Петре I чин камергера получили 9 человек, первым 8 (19) марта 1711 года был пожалован С. Г. Нарышкин.
В первой редакции учреждённой в 1722 году Петром I Табели о рангах придворный чин камергера состоял в 6-м классе, а в 1737 году был перемещён в 4-й класс. В первой половине XVIII века обязанности камергера не были регламентированы, они в основном сводились к присутствию при императорском дворе и выполнению отдельных поручений монарха и обер-камергера.
В августе 1762 года Екатерина II утвердила доклад обер-камергера графа Шереметева, в котором, в частности, были представлены основные обязанности камергеров. Так, камергеры должны были дежурить при императорском величестве «по сколько указано будет» и «во время дежурства никуда не отлучаться». Во время коронации и в прочие церемониальные дни «камергеры несут шлейф императорской мантии; а в церемониальных столах, когда Ея Императорское величество кушать изволит на троне, кавалеры стоят внизу у трона, до тех пор, покамест Ея Императорское величество изволит пить спросить». Во время публичного выхода камергеры должны ехать верхом. При исполнении своих придворных обязанностей камергеры должны были выполнять приказы обер-камергера.
Александр I указом от 3 (15) апреля 1809 года прекратил присвоение этого чина. Камергеры, не состоящие на военной или гражданской службе, обязаны были выбрать один из этих двух видов службы или уйти в отставку. В дальнейшем пожалование в камергеры означало лишь присвоение почётного звания («придворного отличия») на время службы. Лица, пожалованные в камергеры до издания указа, сохраняли этот чин. На момент издания указа в чине камергера состояло 76 человек. Последним в истории носителем чина камергера был граф Ф. П. Пален (1780—1863, пожалован чином камергера в 1800 году). Дольше всех в чине камергера состоял князь С. И. Гагарин (1777—1862) — 63 года и 10 месяцев.
Согласно инициированному А. А. Аракчеевым высочайшему повелению от 7 ноября 1816 года, лица, уволенные от службы или вышедшие в отставку, лишались этого звания в течение двух месяцев. Исключения из этого правила допускались чрезвычайно редко. Так, по особой высочайшей милости князю А. М. Горчакову дозволено было сохранять звание камергера на время отставки с июля 1838 по октябрь 1839 года. После 1809 года звания (но не чина) камергера должны были лишаться лица, пожалованные чином тайного советника, поскольку этот чин 3-го класса табели о рангах превосходил традиционный статус камергера, соответствующий 4-му классу табели. Однако и это правило, подтверждённое высочайшим повелением в 1844 году, имело исключения. Так, действительные тайные советники А. М. Гедеонов и Л. С. Потоцкий не были лишены звания камергера. Званием камергера дорожили даже высшие государственные чиновники, поскольку оно давало доступ к мероприятиям, проводимым императорским двором (официальным церемониям, балам и т. д.) и таким образом предоставляло возможность непосредственного общения с государственной элитой.
Согласно указу Николая I от 23 июня (5 июля) 1836 года, званием камергера могли быть пожалованы чиновники не ниже статского советника. 11 (23) июля 1850 года было объявлено высочайшее повеление о том, что «Его Величеству не благоугодно впредь жаловать в звание каммергеров чиновников ниже действительного статского советника». Однако после смерти Николая I это повеление перестало быть правовой нормой. Так, Александр II в первые же годы своего правления пожаловал звание камергера ряду статских советников: А. А. Кейзерлингу (1856), А. А. Абазе (1859) и некоторым другим. В дальнейшем был фактически отменён и указ Николая I от 23 июня (5 июля) 1836 года, предписывающий представлять к званию камергера чиновников не ниже статского советника (5-й класс табели о рангах): среди пожалованных этим званием были даже коллежский секретарь (10-й класс табели) и дворяне, не имеющие чина.
Многочисленные попытки строго регламентировать присвоение и сохранение звания камергера, даже в виде высочайших указов и повелений, не принесли желаемого результата, поскольку противоречили честолюбивым интересам дворянства и практике использования личных связей в деятельности Министерства императорского двора. Вследствие этого со временем звание стало терять былую значимость. Во второй половине XIX века звания камергера удостаивались многие люди, не имевшие отношения к служению при дворе (например, поэты Тютчев и Фет, композитор Римский-Корсаков). Камергерство было упразднено вместе с императорским двором в ходе Февральской революции.
В разное время был издан ряд высочайших указов, регламентирующих мундир и внешний вид камергера. Так, указом от 11 (23) марта 1831 года камергерам наряду с не первыми чинами двора предписывалось «…иметь парадный мундир темно-зеленого сукна с красным суконным воротником и таковыми же обшлагами. Шитье золотое по узору, ныне существующему: на воротнике, обшлагах, карманных клапанах, под оными и на полах широкое, а по… фалдам узкое; по борту же на груди шитые бранденбуры; пуговицы золоченые с изображением Государственного герба». Указом от 30 марта (11 апреля) 1837 года лицам, имеющим придворные звания, было запрещено носить усы и бороду. Запрет мотивировался тем, «что многие из состоящих в званиях камергеров и камер-юнкеров позволяют себе носить усы, кои присвоены только военным, и бороды в виде жидовских».